# Viljem Pfeifer
Viljem Pfeifer (30. srpna 1842 Kočevje – 9. prosince 1917 Krško) byl rakouský politik slovinské národnosti, v 2. polovině 19. století poslanec Říšské rady.

## Biografie
Vystudoval gymnázium v Novém mestě a Lublani, kde maturoval v roce 1861. Studia práv na vysoké škole přerušil poté, co po strýci zdědil statek v Kršku, kde se roku 1875 stal starostou.
V 70. letech 19. století se zapojil i do celostátní politiky. Ve volbách do Říšské rady roku 1873 získal mandát za kurii venkovských obcí, obvod Novo mesto, Krško, Črnomelj atd. Za týž obvod byl zvolen i ve volbách do Říšské rady roku 1879, volbách do Říšské rady roku 1885, volbách do Říšské rady roku 1891, volbách do Říšské rady roku 1897 a volbách do Říšské rady roku 1901. Poslancem tak byl nepřetržitě přes třicet let. K roku 1897 se profesně uvádí jako statkář.
Do Říšské rady nastoupil roku 1873 jako kandidát mladoslovinců. Spolu s nimi hlasoval pro školské zákony Karla von Stremayra. Od roku 1876 byl v parlamentu členem poslanecké frakce Hohenwartův klub sdružující konzervativní politické proudy a zůstal v ní až do roku 1893. V roce 1893 přešel do Katolické národní strany. Liberální politik Karel Slanc mu to vyčítal, ale Pfeifer se v politice udržel.
V letech 1877–1907 byl poslancem Kraňského zemského sněmu, přičemž do roku 1901 zastupoval kurii venkovských obcí, obvod Novo mesto-Kostanjevica-Krško, pak obvod Črnomelj-Metlika. Byl členem hospodářských výborů.